# Johannes Klein (Astronom)

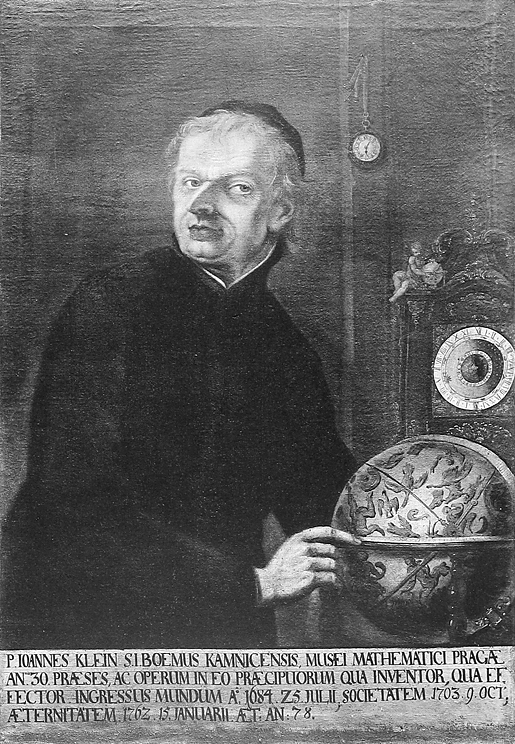
Johannes Klein

Pater Johannes Klein  (* 25. Juli 1684 in Česká Kamenice, Böhmen; † 15. Januar 1762 in Prag) war ein böhmischer Astronom und Mechanikus, außerdem Jesuiten-Pater und Konstrukteur astronomischer Uhren.

## Leben und Werk
Im Jahr 1703 trat Klein dem Jesuitenorden bei und lehrte Mathematik, Astronomie und Mechanik. Von 1732 bis zu seinem Tod war er Vorsteher des mathematischen Museums im „Collegio Clementino“ zu Prag. Aus der Zeit sind von ihm viele Astronomische Instrumente und Uhren bekannt. Er war ein sogenannter „Priestermechaniker“ und hinterließ eine Vielzahl astronomischer Uhren. Er konstruierte auch die Planetenuhren der alten Prager Sternwarte im „Clementinum“ und wurde dort mit einem großen Ölgemälde (250 cm hoch, 210 cm breit) geehrt.
Zu den bedeutendsten Werken gehören die im Jahre 1738, 1751 und 1752 geschaffene geographische Uhr sowie die zwei beidseitigen astronomischen Uhren. Die erste befindet sich heute in Dresden im Mathematisch-Physikalischen Salon, die beiden astronomischen (Tychonische und Kopernikanische) sind im ehemaligen Jesuitenkolleg des Prager Klementinums verblieben. Hier sind auch, im astronomischen Turm, zwei von ihm konstruierte Quadranten fest in die Wände eingebaut (Wandquadranten).